# Nadeschda Nilsson
För tivoliägaren Nadeschda Nilsson (1921–2004), se Ninni Lindgren
Olga Nadeschda Lovisa Nilsson, ogift Löthgren, ursprungligen Hellmark, född 15 maj 1884 i Katarina församling i Stockholm, död 10 december 1959 i Oscars församling i Stockholm, var en svensk företagsledare, som var VD för Gröna Lund.
Nadeschda Nilsson föddes i äktenskapet mellan poliskonstapel Erik Albert Hellmark och Lovisa Augusta Henriksson, senare omgift med källarmästaren på Novilla Karl Erik Löthgren, vars namn hon upptog.
Efter genomgången skolgång blev hon kontorist vid en cigarettfabrik följt av en anställning vid tobaksmonopolets huvudkassakontor på Norrmalmstorg i Stockholm. Efter giftermålet började hon på Tivolikontoret i gamla Bellmanshuset. Då hon blev änka 1940 övertog hon direktörskapet för Gröna Lund, där hon var känd som "Fru Nadeschda". Hon var ledamot av Vasaorden.
Nadeschda Nilsson var från 1921 gift med Gustaf Nilsson (1888–1940), son till Gröna Lunds grundare Jacob Schultheis och Margareta Nilsson (ogift Sassen). De fick dottern Nadeschda, mer känd som Ninni Lindgren (1921–2004), gift med tivoliägaren John Lindgren. Nadeschda Nilsson var mormor till bland andra John Lindgren Jr och Nadja Bergén. Makarna Nilsson är begravda på Norra begravningsplatsen utanför Stockholm.

## Filmatisering
Nadeschda Nilsson spelas i filmen Eld & lågor av Helena af Sandeberg.